# Mousquines/Bellevue

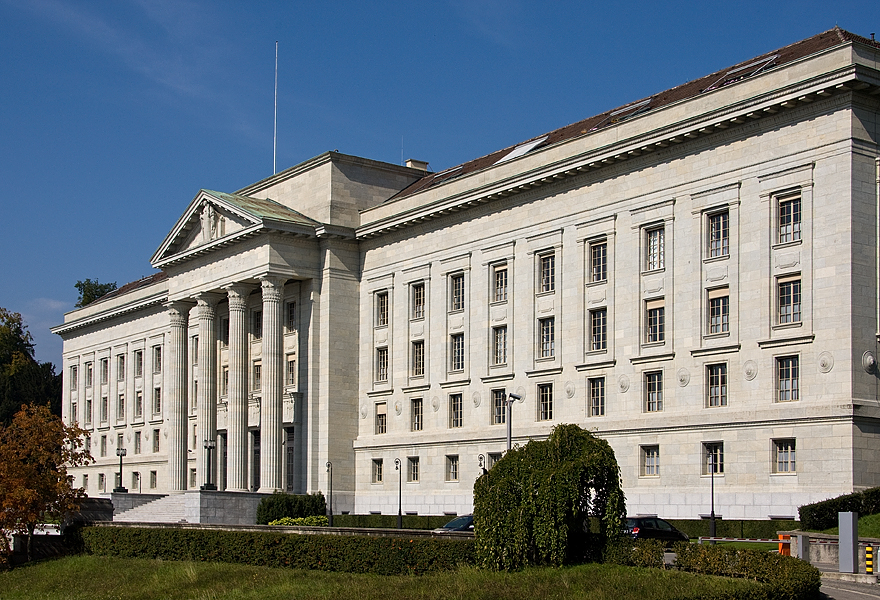
Das Bundesgerichtsgebäude auf Mon-Repos

Mousquines/Bellevue ist ein Stadtteil (Quartier) der Schweizer Stadt Lausanne. Er befindet sich im westlichsten Teil der Stadt zwischen dem Zentrum und dem Vorort Pully.
Der Stadtteil ist in die drei Teilbereiche Mon-Repos, Av. Secrétan und Ch. de la Vuachère aufgeteilt. Auf einer Fläche von gut einem halben Quadratkilometer wohnten im Jahr 2018 rund 2592 Einwohner.
Mousquines/Bellevue wird durch die Buslinien 1, 9 und 13 der Transports publics de la région lausannoise bedient.

## Kultur und Sehenswürdigkeiten
Das Bundesgericht hat seit den 1920er Jahren seinen Sitz im Park «Mon-Repos» im Bundesgerichtsgebäude.